# Friedhelm Debus
Friedhelm Ludwig Debus (* 3. Februar 1932 in Oberdieten; † 3. Mai 2023) war ein deutscher Germanist und Universitätsprofessor. Er ist vor allem für seine Beiträge zur Namenkunde bekannt.

## Leben
Debus studierte Germanistik, evangelische Theologie und Französisch an den Universitäten in Marburg, Tübingen und Dijon sowie an der Sorbonne. Er schloss das Studium 1957 mit einer Promotion in Marburg über Die deutschen Bezeichnungen für die Heiratsverwandtschaft ab. 1959 legte er das Erste Staatsexamen für das Lehramt ab. Zwischen 1959 und 1965 arbeitete er am Deutschen Sprachatlas mit, zunächst als wissenschaftlicher Assistent, dann als wissenschaftlicher Rat. Nach seiner Habilitation 1965 trat er eine Professur für mittelalterliche deutsche Literatur und deutsche Sprachwissenschaft an der Universität Groningen an. 1969 folgte er einem Ruf an die Universität Kiel, wo er bis zu seiner Emeritierung 1997 blieb. Rufe nach Utrecht und Marburg lehnte er ab. Von 1995 bis 1997 war er Präsident des Instituts für Deutsche Sprache Mannheim.
Debus war Mitglied der Joachim-Jungius-Gesellschaft der Wissenschaften und ab 1985 korrespondierendes Mitglied der Akademie der Wissenschaften und der Literatur in Mainz. Bis zur Vollendung seines 70. Lebensjahres war er ordentliches Mitglied der Akademie der Wissenschaften in Hamburg.
Neben der Onomastik beschäftigte sich Debus mit Sprachgeschichte und Dialektologie.

## Veröffentlichungen (Auswahl)
- Reclams Namenbuch. Reclam, Stuttgart 2014.
- Namenkunde und Namengeschichte. Erich Schmidt, Berlin 2012.
- Namen in literarischen Werken. Steiner, Stuttgart 2002.
- als Hrsg. mit Wilfried Seibicke: Reader zur Namenkunde III,2 – Toponymie. In: Germanistische Linguistik. 131–133, 1996.
- Entwicklungen der deutschen Sprache in der Gegenwart – und in der Zukunft? Steiner, Stuttgart 1999.
- Kleinere Schriften. Georg Olms Verlag, Hildesheim 1997.
- Von Dünkirchen bis Königsberg. Vandenhoeck und Ruprecht, Göttingen 1996.
- Die deutschen Bezeichnungen für die Heiratsverwandtschaft. Schmitz, Gießen 1958.